# Daemon Targaryen
Daemon Targaryen szereplő George R. R. Martin amerikai író A tűz és jég dala című fantasy regénysorozatában, illetve annak televíziós adaptációjában, a Sárkányok házában.
A Targaryen-házból származó  Baelon herceg legfiatalabb gyermekeként, egyben a későbbi I. Viserys öccseként született. Rhaenyra Targaryen, Sárkánykő hercegnőjének második férje volt Ser Laenor Velaryon után. Korának legjobb harcosaként ismerték és tapasztalt sárkánylovas volt, Caraxes hátasa. Kardja a valyriai acélból készült Sötét Nővér. A Lépőkövek és a Keskeny-tenger királyává nyilvánította magát egy rövid ideig. A Sárkányok tánca alatt feleségének, Rhaenyrának legerősebb társa volt.
A Sárkányok háza televíziós sorozatban Matt Smith alakítja. A sorozat magyar nyelvű változatában a szereplő állandó szinkronhangja Dévai Balázs.

## Története a könyvekben

### Karakterleírás

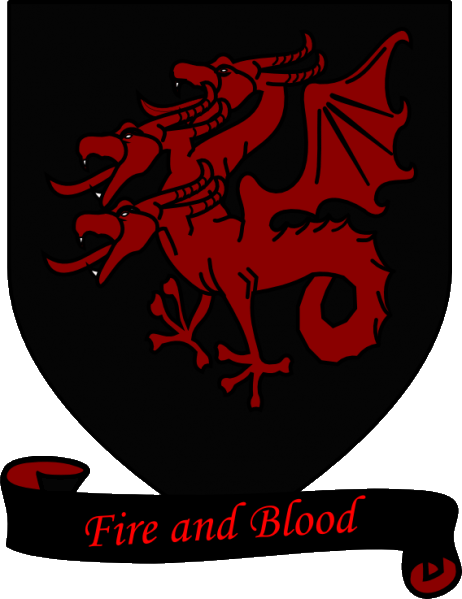
A Targaryen-ház címere

Yandel mester szerint eleven, merész és veszélyes volt, valamint lobbanékony és könnyen megsértődött. Gyldayn főmester véleménye szerint forrófejű, harcias, becsvágyó és zabolátlan, valamint elbűvölő, ugyanakkor heves
vérmérsékletű volt.
Híres harcos volt, lovagi tornákon, vadászatokon és bajvívásokon edződött. Harmadik feleségéhez, Rhaenyra Targaryenhez hűtlen volt, szeretőjének vette Mysariát és egyes feltételezések szerint Csalánt is.
A herceg sok barátot szerzett Bolhavégen, az aranyköpenyesek között, valamint Pentosban. Ser Otto Hightower ki nem állhatta őt.
A Tűz és vér és A Tűz és Jég Világa című regényekben ezüst-arany haja volt és lemezpáncélt viselt. Amikor a Városi Őrség parancsnoka volt, akkor aranyszínű köpenyt viselt és a Targaryen-ház háromfejű, fekete-vörös sárkányát ábrázoló páncélt. A valyr hosszúkard, Sötét Nővér birtokosa és Caraxes nevű sárkány lovasa volt.

### Fiatal évei
H. u. 81-ben született Baelon és Alyssa Targaryen második gyermekeként, nagyapja, I. Jaehaerys uralkodása idején. Bátyja Viserys, míg volt egy Aegon nevű öccse, aki csecsemőként halt meg. Anyja két héttel születése után Meleys hátán az égbe vitte bátyjával. Fiatalkorában szabad szellemű és kalandvágyó fiú volt.
Tizenhat évesen ütötték lovaggá és maga I. Jaehaerys adományozta neki a valyriai acélpengét, a Sötét Nővért.
H. u. 97-ben Rovottkő örökösét, a Royce-házba tartozó Rhea úrnővel kötött házasságot, de nem szerette őt, unalmasnak találta Arryn Völgyét is. Feleségét Rovottkő „bronzszukája”-nak nevezte. H. u. 101-ben a Nagytanácson testvérét támogatta, mivel ez Daemont bátyja örökösévé tette volna. Zsoldosokat toborzott Viserys támogatására, mivel az a pletyka járta, hogy Corlys Velaryon hajókat és
embereket gyűjt össze Hullámtörőn, hogy megvédje fia, Laenor jogait.

### I. Viserys uralkodása
H. u. 104-ben Viserys király trónra lépésének tiszteletére megrendezett szűztói tornán közelharci viadalban és a sorompóban is legyőzte őt Ser Criston Cole. Megkérte testvérét, hogy bontsa fel a Rhea úrnővel kötött házasságát, de ezt elutasította. H. u. 103 és 104 során pénzmesterként szolgált, majd fél évet törvénymesterként. A kormányzásban nem talált izgalmat, untatta. Viselkedése miatt legfőbb riválisa lett a Segítőnek, Ser Otto Hightowernek, aki többször is kérte a királyt, hogy távolítsa el Daemont a Kistanácsból.
A Városi Őrség parancsnokaként jól boldogult és sokan feltétlen hűséggel szolgálták később is, amit Ser Otto hamarosan meg is bánt, mivel kétezer emberrel az irányítása alatt Daemon sokkal nagyobb hatalmat birtokolt, mint valaha. Mindenkit ellátott tőrrel, rövid karddal és husánggal, valamint fekete láncinggel és hosszú, aranyszínű köpenyt készíttetett nekik. Az Őrség tagjait azóta is aranyköpenyeseknek hívják. Nagyobb rendet tartott a városban mint előtte bárki, de brutális módszereket alkalmazott.
Kétes hírnévre tett szert a bordélyokban, ivókban és a szerencsejátékbarlangokban. Akik hasznot húztak a hatalmából, azok kedvelték őt. Királyvár lakói "Bolhavég ura" néven emlegették, míg ő saját csak "a város hercegének" hívta. Megismerkedett egy lysi táncosnővel, akit Mysariának hívtak. A kinézete és a híre miatt a többi prostituált, aki ismerte, inkább Mizéria, a Fehér Féreg néven emlegette a herceg szeretőjét.
Saját magát tekintette a Vastrón jogos örökösének, valamint magának követelte Sárkánykő hercegének címét is, mivel ekkor még Viserys királynak nem volt élő fia, de ezt a király nem adta meg neki. Ser Otto is azt javasolta a királynak, hogy Rhaenyra hercegnő legyen az örökös, mivel ha Daemon herceg lenne a Király, akkor ő lenne a második Kegyetlen Maegor, vagy még annál is rosszabb. Viserys nem foglalkozott az utódlás kérdésével, mert bízott benne, hogy születendő gyermeke fiú lesz.
H. u. 105-ben Viserys első felesége, Aemma Arryn meghalt miközben életet adott Baelon Targaryen hercegnek, aki másnap meghalt. Daemon a Selyem utcában barátinak részegen „egynapos örökösről” beszélt. Amikor ennek híre eljutott a királyhoz lányát, Rhaenyrát jelölte meg örököseként, és rögtön meg is tette Sárkánykő hercegnőjévé. Daemon herceg feldühödve lemondott a Városi Őrség parancsnokságáról, majd elhagyta a várost és Sárkánykőre ment Caraxes hátán ott utazott vele Mysaria is, így nem volt jelen az új örökös kinevezésének ceremóniáján.
Sárkánykőn teherbe ejtette szeretőjét, majd megajándékozta a nőt egy sárkánytojással, amin Viserys feldühödött és visszakövetelte a tojást, és utasította, hogy térjen vissza a Völgybe feleségéhez. A herceg nem szívesen bár, de engedelmeskedett. Mysariát a tojás nélkül elküldte Lysbe, ő maga pedig a Völgyben fekvő Rovottkőbe repült, vissza törvényes feleségéhez. Mysaria azonban a Keskeny-tengeren tomboló viharban elvetélt. Amikor ezt megtudta Daemonhoz, akkor keményítette meg bátyjával szemben a szívét.

### Lépőkövek
H. u. 106-ban szövetkezett Corlys Velaryonnal A Három Leány Királysága ellen, hogy visszaszerezzék a Lépőköveket. A herceg saját királyságra vágyott, míg a A Tengeri Kígyó pedig meg akarta szabadítani a Lépőköveket a Triarkátus uralma alól. Corlys a flottát adta, a herceg pedig Caraxest és saját képességeit, valamint másodszülöttek és birtok nélküli lovagok népes seregét gyűjtötte zászlaja alá.
Sok ellenséget szerzett Lysből, Myrből és Tyrhoshból, és párviadalban megölte a myri herceget, Craghar Drahar admirálist, akit úgy hívtak, a Ráketető. H. u. 109-ben két sziget kivételével már az összeset elfoglalták, a Tengeri Kígyó flottája pedig szilárdan uralta a vizeket. Ekkor a Lépőkövek és a Keskeny-tenger királyává nyilvánította saját magát, és maga Corlys nagyúr helyezte a fejére a koronát. A következő évben A Három Leány Királysága szövetséget kötött Dorne-nal és újabb hadat küldött egy Racallio Ryndoon nevű tyroshi kapitány parancsnoksága alatt.

### Királyvárban
H. u. 111-ben visszatért Királyvárba és térdet hajtott fivére előtt, és felajánlotta neki koronáját hűsége és szeretete bizonyítékául, és visszakerült a kistanácsba is. A herceg nem változott meg az évek alatt, és újra összeállt régi aranyköpenyes barátaival, és visszatért a Selyem utcába. Hűvösséggel viszonyult Alicent királynéhoz, de rangjának megfelelő tisztelettel kezelte. Gyermekei még hátrébb kényszerítette őt az öröklési sorban. Hosszú órákat töltött Rhaenyra hercegnővel, akit utazásainak és csatáinak történetével szórakoztatta, gyöngyöket, selymeket és könyveket ajándékozott neki, valamint egy jáde tiarát, amelyet egykor Leng császárnéja viselt. Verseket olvasott fel neki, együtt étkezett, solymászott és hajózott vele, továbbá azzal mulattatta, hogy gúnyt űzött az udvari zöldekből. Dicsérte a hercegnő szépségét, kijelentette, hogy ő a leggyönyörűbb szűz a Hét Királyságban. Naponta együtt repültek, Syrax és Caraxes hátán Sárkánykőig és vissza.
Visszatérése után fél év múlva újra összevesztek testvérével, de Runciter nagymester az okokról nem beszélt, de mások szerint Alicent királyné biztatta fel Viseryst, hogy küldje el a herceget. Eustace septon azt állította, hogy Daemon herceg elcsábította Rhaenyrát és elvette szüzességét, Ser Arryk Cargyll, a Királyi Testőrség lovagja találta meg őket és a király elé vitte. A hercegnő kijelentette, hogy szereti nagybátyját és könyörgött, hogy hagyja őket összeházasodni. Gomba a Tanúság című könyvében azt írja, hogy Daemon csak leckéket adott a lánynak, hogyan kell elcsábítani kiszemeltjét. Rhaenyra Ser Criston Cole után vágyakozott, de Ser Criston igazi lovag volt, nemes, erényes, és hű a fogadalmához. Strong nagyúr, Harrenhal ura és a Király Segítője azt szorgalmazta, hogy árulás vádjával azonnal végezzék ki a herceget. Eustace septon viszont emlékeztette őfelségét, hogy a rokongyilkosnál nincs átkozottabb ember, így száműzték. Daemon visszatért a Lépőkövekre, és folytatta a háborút a kopár földekért.

### Második házassága

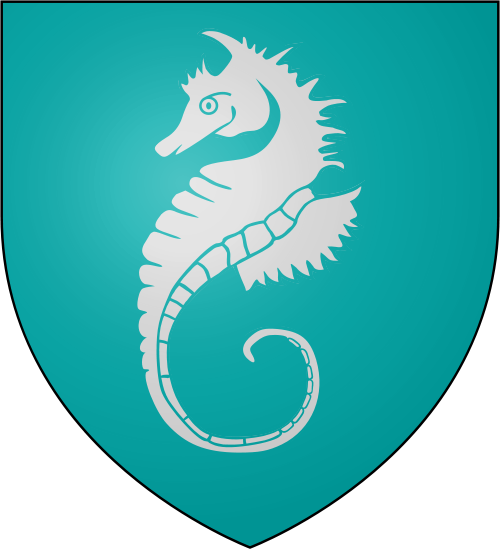
A Velaryon-ház címere

H. u. 115-ben Rhea Royce úrnő solymászás közben leesett a lováról, és a fejét beütötte egy kőbe, majd napokkal később belehalt sérüléseibe. Daemon amint megtudta a hírt feleségéről azonnal elindult a Völgybe, hogy Rovottkő földjeire, váraira és jövedelmére rátehesse kezét, de a Royce-ház elutasította őt. Ezt követően bejelentette igényét Jeyne Arryn-nál, ő nemcsak hogy elutasította, de közölte a herceggel, hogy jelenléte a Völgyben nemkívánatos. Visszarepült Hullámtörőre, ahol ahol megpillantotta az elbűvölő Laena Velaryont, Corlys úr lányát, akitől megkérte a kezét. Laena a braavosi Tengerúr egyik fiának jegyese volt, de párbajban Sötét Nővérrel megölte a fiút. Az énekmondók azt mondják, hogy a herceg első látásra beleszeretett Laenába. Mások szerint a herceg csak eszköznek használta a házasságot, hogy nagyobb hatalomra tegyen szert, mivel az örökösödési sorban egyre hátrébb került.
A házasságot I. Viserys Targaryen király beleegyezése nélkül kötötték meg, ezért Daemon és Laena Essosba mentek. Gomba szerint Valyriába repültek, de megbízhatóbb források szerint a szabad városokat látogatták meg, Pentosba, Ó-Volantisba, Qohorba és Norvosba is elmentek. Pentosba visszatérve Laena úrnő megtudta, hogy gyermeket vár. H. u. 116-ban ikerlányokkal ajándékozta meg Daemont, akiket Baelának és Rhaenának hívtak. A gyerekekkel féléves korukban visszatértek Hullámtörőre. Daemon hollót küldött Királyvárba, tájékoztatta a királyt unokahúgai születéséről, és kérte, hadd mutassa be őket az udvarban, hogy királyi áldásban részesülhessenek. A kistanács és a Segítő ellenezte, de a király megadta az engedélyt, Mellos nagymesternek azt mondta, hogy Daemon most már apa. Meg fog változni.
Viserys lánya, Rhaenyra Targaryen hercegnő feleségül ment Laena testvéréhez, Ser Laenor Velaryonhoz. A hercegnő gyűlölte mostohaanyját, Alicent
királynét, viszonyt egyre jobban megkedvelte Laena úrnőt. Sokszor együtt repültek a sárkányaikon. Viserys király áldásával Rhaenyra eljegyezte, Jacaeryst és Lucerys Velaryont Baelával és Rhaenával.
H. u. 120. esztendő, a Vörös Tavasz évének harmadik napján egy teljes napi és éjszakai vajúdás és szenvedés után Laena teljesen kimerült, de végül életet adott a fiúnak, akire Daemon herceg régóta várt. A csecsemő torz volt és csúf, egy órán belül meg is halt. Laena elkapta a gyermekágyi lázat és Hullámtörő mestere nem tudott rajta segíteni, ezért Daemon herceg elrepült Sárkánykőre, és elhozta Rhaenyra hercegnő saját mesterét. Gerardys mester már túl későn érkezett, az úrnő három nap önkívület után meghalt. Nem sokkal később egy fűszervárosi vásáron Ser Qarl Correy megölte Laenor Velaryont. Gomba szerint Daemon herceg fizette le Qarl Correyt, hogy ölje meg Ser Laenort. Lord Lyonel Strong és fia, Ser Harwin meghalt egy harrenhali tűzvészben. Egyesek szerint Csonttörő Harwin volt Rhaenyra gyermekeinek valós apja, ezért Eustace septon Daemon hercegre gyanakodott, aki eltávolított egy riválist a hercegnő kegyeiért folytatott versenyben.

### Harmadik házassága
Ugyanebben az évben Rhaenyra és Daemon összeházasodtak, a hercegnő huszonhárom éves volt, Daemon herceg harminckilenc. A király, az udvar, de még a köznép is felháborodással fogadta a hírt. Laena és Laenor még fél éve sem voltak halottak, egy ilyen korai házasság sértő az emlékükre nézve. A szertartás Sárkánykőn gyorsan és teljes titoktartás mellett zajlott. Az év utolsó napjaiban született meg első gyermekük, Aegon. Két évvel később Viserys is megszületett.
H. u. 126-ban Rhaenyra sürgette a beteg Corlys Velaryont, hogy nevezze meg örököseként második fiát, Lucerys Velaryont. Ser Vaemond Velaryon közölte, hogy az örökség jog
szerint őt illetné, mégpedig azon az alapon, hogy Rhaenyra fiai Harwin Strong fattyai. Daemon herceg elfogatta Ser Vaemondot, fejét vetette, a tetemét pedig megetette a sárkányával, Caraxesszel.

### A Sárkányok tánca
H. u. 129-ben I. Viserys meghalt és ez vezetett a Sárkányok táncához. Viserys Rhaenyrát nevezte meg örökösének, de ezt a zöldek megkerülték és titokban tartották a király halálát. Ser Otto Hightower figyelmeztette lányát, hogy ha Rhaenyra valaha elfoglalja a Vastrónt, Daemon fog uralkodni, míg Ser Criston Cole azt mondta, hogy bordéllyá fogják változtatni a Vörös Tornyot. A zöld tanács végül Alicent fiát, Aegont koronázta meg.
Eközben Sárkánykőn a hercegnő egy halva született lányt szült meg, akinek a Visenya nevet adta. A zöldeket okolta lánya haláláért. A hercegnő összehívta a saját tanácsát, amit a „fekete tanács”-nak neveztek. Daemon azt tanácsolta, hogy állítsák maguk mellé azokat a nagy házakat, akik még nem választottak oldalt. Ser
Steffon Darklyn kicsempészte a fővárosból Békehozó Jaehaerys király koronáját. Daemon ezt követően felesége fejére helyezte a koronát és kihirdetve a Targaryen-házból való Rhaenyra, első ezen a néven, az andalok, a rhoyne-iak és az Elsők királynőjének trónra lépését. A Birodalom Védelmezője címet megtartotta magának, Rhaenyra pedig legidősebb fiát, Jacaeryst, Sárkánykő hercegét nevezte meg a Vastrón örököseként.
A herceg vér nélkül foglalta Ser Simon Strong várnagytól Harrenhalt. Ser Simon gyorsan bevonta lobogóit, amikor Caraxes leszállt a Királymáglya torony tetejére és kialakította bázisát. Ezt követően Daemon szövetkezett a Blackwoodokkal és az Izzó Malom Csatájában legyőzték a Bracken hadsereget és elfoglalták Kősövényt.
Miután meghallotta mostohafia, Lucerys Velaryon herceg viharvégi halálát unokaöccsétől, Aemond Targaryen hercegtől, akkor kijelentette, hogy: “Szemet szemért, fiút fiúért”. Egykori szeretőjéhez Mysariához fordult, hogy bérelje fel Vér és Sajtot. Ők a Vörös Toronyba beosontak és megölték Jaehaerys herceget.
Daemon elhagyta Harrenhalt, amikor Aemond herceg és Ser Cristan Cole összehívták csapataikat és vár ellen vonultak, ezzel pedig védtelenül hagyták Királyvárat. Daemon Caraxes, Rhaenyra pedig Syrax hátán érkezett a fővárosba, a haderőt pedig a megmaradt Velaryon-flotta vitte. Alicent királyné, lovasokat és hollókat küldött Aemond után, de hiába, ugyanis az aranyköpenyesek átálltak a feketék oldalára, hiszen hűségesek maradtak Daemonhoz, aki egykor a vezetőjük volt. Rhaenyra vér nélkül kaparintotta meg Királyvárt. Lord Corlys Velaryon békét és kegyelmet javasolt a zöldeknek, addig Rhaenyra és Daemon harciasabbak és bosszúállóbbak voltak.
Aemond herceg felperzselte a Folyóvidéket, Rhaenyra férjét és Csalánt küldte Aemond ellen a sárkányaikkal, Caraxesen és Birkatolvaj hátán. Szűztón rendezkedtek be a Mooton-ház székhelyén. Gomba azt állítja, hogy Daemon szeretőjévé tette Csalánt. Norren mester azt írta krónikájába, hogy a herceg úgy bánt a lánnyal, mintha a saját gyermeke lett volna. Kitanította az alapvető viselkedési szabályokra, emellett is ajándékokat adott neki. Rhaenyra királynőt megdöbbentette a két sárkánymag Fehér Ulf és Pöröly Hugh árulása az első tumbletoni csata során. Mysaria tájékoztatta, hogy Csalán Daemon herceg szeretője lett. A királynő levelet küldött Szűztóba, kizárólag Mooton úrnak. Fogják le a férjét, és vágják le a lány fejét. Lord Mandfryd Mooton tudta, hogy Csalán a házának a vendége, így megölésével nemcsak Daemon haragját vonná magára, hanem a vendégjog megsértése miatt az istenekét is. Az este folyamán végül beszámolt Daemonnak a levélről, aki csak annyit mondott, hogy  “egy királynő szavai, de egy szajha műve”. Csalán a következő reggel elrepült egy ismeretlen helyre, Daemon pedig arra kérte a város urát, hogy kürtölje világgá, hogy Harrenhalba repül, abban bízva, hogy Aemond felelni fog a párbaj lehetőségére.
Daemon és sárkánya érkezésekor elmenekült mindenki a várból és mindennap, alkonyatkor rásuhintott kardjával az istenerdő szívfájára, hogy jegyezze az idő múlását. Tizennegyedik nap megérkezett félszemű Aemond Targaryen herceg és a terhes Folyami Alys Vhagar hátán. Sárkányaik hátán a nap lemenő fényénél csaptak össze az Istenszem tó fölött. Caraxes és Daemon Aemond herceg vak oldaláról, a napkorong irányából csapott le. Mind a két sárkány súlyos sebeket okozott a másiknak. A legendák szerint ekkor Daemon átugrott Vhagar hátára, és valyriai pengéjével, a Sötét Nővérrel levágta Aemond herceget, miközben mind a két sárkány a víz tükre felé zuhant. Évekkel később megtalálták Aemond herceg páncélba burkolt csontjai és a Sötét Nővér markolata kiállt a koponyájából. Daemon herceg maradványai soha nem kerültek elő, de valószínűleg ő is életét vesztette.

### Öröksége
Az énekmondók szerint a herceg túlélte a zuhanást, és elment Csalánhoz, hogy az ő oldalán élje le hátralévő napjait. Daemon soha nem érte el ambícióját, hogy a Vastrónra üljön, bár fiai III. Aegonnak és II. Viserysnek végül sikerült. H. u. 170-ben Daena Targaryen hercegnő róla nevezte el fattyú fiát, Vizes Daemont. Harrenhal mindenkori urai azt állítják, hogy a varsafán ma is ott az a tizenhárom jel, és minden tavasszal friss nedvet könnyez.